# Дана Гарсија
Дана Гарсија (шп. Danna García) колумбијска је глумица.

## Биографија:
Дана Гарсија научила је да се понаша пред камерама још као девојчица, чије су одрастање пратили милиони гледалаца у њеној родној Колумбији. Страствени љубитељ уметности, весела и хумана, Дана се увек истицала по свом принципу да ствари морају да се раде како треба. Млада глумица започела је своју каријеру као четворогодишњакиња и њено лице од тада није силазило са малих екрана широм света.
Откако је одиграла незаборавну Марселу Ваљехо у једној од најуспешнијих колумбијских теленовела - Café con aroma de mujer (Кафа са мирисом жене), Дана је постала позната на светском нивоу. Захваљујући харизми, једноставности, професионалности и великом таленту, заволели су је људи из Латинске Америке, САД, Шпаније, Италије, Србије, Индонезије, чак и Јапана.
Ћерка певачице која је обележила седамдесете године прошлог века, Клаудије Осуне, Дана је као мала почела да снима телевизијске рекламе, а са седам година водила је програм Notituticuanti и глумила у серијама Imaginate, Tantas cosas и Seres queridos. Уследило је више од 25 улога на телевизији и у квалитетним теленовелама попут Al final del Arcoiris, Azúcar, Zarabanda, La casa de las dos palmas, La otra raya del tigre и Victoria.
Године 1996. Дана први пут путује у Мексико, да би заиграла у теленовели Al Norte del corazón. После неколико месеци снимања, 1997. се враћа у Колумбију и снима теленовелу Perro amor, у којој игра Софију Сантању. Публика је била одушевљена њеном изведбом, а нису изостале ни награде. Две године касније, Дана поново долази у Мексико и добија главну улогу у серији Háblame de amor, и тако постаје прва Колумбијка која је тумачила главну улогу у мексичкој теленовели. По завршетку снимања путује у Њујорк и наставља студије позоришта на престижном институту Lee Strasberg Theatre Institute. Након годину дана, талентована глумица враћа се на мале екране и у САД снима теленовелу La Revancha, која је имала одличну гледаност у Порторику, Венецуели, Мексику, Шпанији, Холандији, Грчкој и осталим европским земљама.
Ипак, Дана није само глумица - од мајке је наследила и таленат за певање. Године 1994. чини део групе Café Moreno, али након што добија златни и платинасти диск, група се распада и Дана одлучује да се посвети глумачкој каријери. Ипак, не одустаје потпуно од певања и интерпретира песме за теленовеле Perro amor, Háblame de amor,  (Скривене страсти) и  (Љубавна прича).
Упркос томе што сама каже да су јој у животу најбитније породица и глума, Дана се стално труди да превазиђе саму себе и на другим аспектима. Поред многобројних курсева, студирала је администрацију, али упркос великом напору, студије још није привела крају, због многобројних глумачких обавеза.
Пошто је одиграла главну улогу у светском феномену званом Pasión de gavilanes (Скривене страсти), уследиле су још две серије које су постигле огроман успех - Te voy a enseñar a querer (Љубавна прича) и Corazón partido (Сломљено срце). Потом се сели у Лос Анђелес, где је унајмљује ABC. Тамо наставља да усавршава глумачки таленат, да би свој велики повратак обележила улогом у теленовели La traición (Издаја), након које за мексичку Телевису снима Un gancho al Corazon . Следе Bella calamidades (Лола) и Alguien te mira (Неко те посматра) у продукцији Телемунда. 2011. са Телемунда прелази на конкуренску Телевису. Исте године добија улоге у филмовима El cielo en tu mirada и Carrusel. 2012. снима теленовелу Qué bonito amor. 2014. враћа се на ТВ екране кроз улоге у крими-теленовелама Camelia, la texana (епизодна улога) и Ruta 35 (главна улога). 2015. придружује се глумачкој постави теленовеле Lo imperdonable.

## Занимљивости:
- течно говори шпански, енглески, немачки и француски језик.
- има брата и сестру.
- има потписан уговор са познатим компанијама попут Garnier и Maybelline из Њујорка.
- неколико година је живела у Немачкој.
- 1996. године постала је прва Колумбијка која је снимила мексичку теленовелу, и то на TV Azteci.
- студирала је друштвену комуникацију и администрацију, као и глуму у Националном Колумбијском Позоришту.
- 2004. године освојила је награду колумбијске телевизије Canal Caracol за најбољу главну женску улогу у теленовели Pasión de gavilanes (Скривене страсти).

## Филмографија:
| Година:   | Српски назив:        | Оригинални назив: | Улога:                          | Жанр:      |
| --------- | -------------------- | ----------------- | ------------------------------- | ---------- |
| 2016.     | /                    |                   | Дијана Сантос Луна              | теленовела |
| 2015.     | /                    |                   | Ребека Рохо                     | теленовела |
| 2014-2015 | /                    |                   | Софија Бермудез                 | теленовела |
| 2014.     | /                    |                   | Роса                            | теленовела |
| 2012-2013 | /                    |                   | Марија Росарио                  | теленовела |
| 2011.     | /                    |                   | Марија Кристина                 | филм       |
| 2011.     | /                    |                   | Анхелика                        | филм       |
| 2010.     | Неко те посматра     |                   | Пиједад Естевес                 | теленовела |
| 2009-2010 | Лола                 |                   | Долорес Лола Кареро             | теленовела |
| 2008-2009 | /                    |                   | Валентина Монита Лопез          | теленовела |
| 2008.     | Тиемпо финал         |                   | Ана                             | серија     |
| 2008.     | Издаја               |                   | Соледад де Обрегон              | теленовела |
| 2007.     | /                    |                   | Франциска                       | серија     |
| 2005-2006 | Сломљено срце        |                   | Аура Ечари                      | теленовела |
| 2004-2005 | Љубавна прича        |                   | Дијана Ривера                   | теленовела |
| 2003-2004 | Скривене страсти     |                   | Норма Елизондо                  | теленовела |
| 2002.     | /                    |                   | Лети                            | серија     |
| 2000.     | /                    |                   | Соледад Сантандер / Марина Руиз | теленовела |
| 1999.     | /                    |                   | Хулија / Химена                 | теленовела |
| 1998.     | /                    |                   | Софија Сантања                  | теленовела |
| 1997.     | /                    |                   | Елоиса                          | теленовела |
| 1996.     | /                    |                   | Милена                          | теленовела |
| 1995.     | /                    |                   | Викторија                       | теленовела |
| 1994.     | Кафа са мирисом жене |                   | Марсела Ваљехо Кортез           | теленовела |